# Martin Kotásek
Martin Kotásek (ur. 26 października 1973 w Gottwaldovie) – czeski hokeista.

## Kariera klubowa
- HC Zlín (1991–1996)
- HC Vítkovice (1996–1999)
- HC Zlín (1999–2000)
- Slavia Praga (2000–2001)
- HC Vsetín (2001)
- HK Nitra (2001–2002)
- HC Vsetín (2002–2003)
- Mołot-Prikamje Perm (2003–2004)
- Dynama Mińsk (2004)
- Podhale Nowy Targ (2004–2005)
- IC Épinal (2005–2006)
- EHC Freiburg (2006–2007)
- HC Prostějov (2007–2008)
- HC Hawierzów (2008–2009)
- HC Přerov (2009–2012)
- VHK Vsetín (2012)
- HC Karvina (2012)